# Africallagma vaginale
Africallagma vaginale е вид водно конче от семейство Coenagrionidae. Видът е незастрашен от изчезване.

## Разпространение
Разпространен е в Замбия, Кения, Танзания и Уганда.